# Walter H. Jurgensen
Walter H. Jurgensen (* Oktober 1894 in Madison,  Nebraska; †  1973) war ein US-amerikanischer Politiker. Zwischen 1933 und 1938 war er Vizegouverneur des Bundesstaates Nebraska.

## Werdegang
Walter Jurgensen absolvierte die High School in Spencer und danach das College der University of Nebraska. Anschließend arbeitete er in der Versicherungsbranche. Gleichzeitig schlug er als Mitglied der Demokratischen Partei eine politische Laufbahn ein. 1932 wurde Jurgensen an der Seite von Charles W. Bryan zum Vizegouverneur von Nebraska gewählt. Dieses Amt bekleidete er nach zwei Wiederwahlen zwischen 1933 und seiner Absetzung im Jahr 1938. Dabei war er Stellvertreter des Gouverneurs und formaler Vorsitzender des Staatssenats sowie seit 1937 der Nebraska Legislature, die damals nach einer Verfassungsreform als einzige Kammer der staatlichen Legislative verblieb. Seit 1935 diente er unter dem neuen Gouverneur Robert Leroy Cochran.
Im März 1938 wurde Jurgensen wegen einer Veruntreuung von 549 Dollar aus dem Jahr 1934 in einem Aktiengeschäft zu zwei bis fünf Jahren Haft verurteilt. Daraufhin wurde er im Juni 1938 seines Amtes als Vizegouverneur enthoben. Da Jurgensen zu diesem Zeitpunkt noch eine, später erfolglose, Revisionsverhandlung in Aussicht hatte, wollte er sich 1938 erneut an den Vorwahlen zum Vizegouverneur beteiligen, wurde aber nicht zugelassen. Er musste seine Strafe antreten, wurde jedoch 1940 begnadigt. Danach arbeitete er wieder in der Versicherungsbranche. Er starb im Jahr 1973.